# Erioptera fuscipennis
Erioptera fuscipennis är en tvåvingeart som beskrevs av Johann Wilhelm Meigen 1818. Erioptera fuscipennis ingår i släktet Erioptera och familjen småharkrankar. Arten är reproducerande i Sverige. Inga underarter finns listade i Catalogue of Life.